# Emil Boethke
George Emil Boethke (* 21. Juni 1828 in Bromberg; † 4. November 1896 in Berlin) war ein deutscher Architekt und preußischer Baubeamter in der Militär-Bauverwaltung.

## Leben und Werke
Emil Boethke machte nach dem Abitur eine Ausbildung zum Feldmesser und bestand 1849 in Bromberg die Abschlussprüfung. Anschließend studierte er an der Berliner Bauakademie und bestand 1856 das Bauführerexamen (erstes Staatsexamen im Baufach). Es folgte der praktische Vorbereitungsdienst bei der Hinterpommerschen und der Bergisch-Märkischen Eisenbahn. 1862 legte er das zweite Staatsexamen (die Baumeisterprüfung) ab. In der Zeit von 1862 bis 1871 arbeitete er erst bei der Vorpommerschen Eisenbahndirektion in Marienwerder, dann bei der preußischen Postverwaltung in Elberfeld, für die er Postdienstgebäude errichtete, und bei der Ministerialbaukommission in Berlin. In den 1860er Jahren war er ordentliches Mitglied des Copernicus-Vereins für Wissenschaft und Kunst in Thorn und dort von 1865 bis 1866 und 1869 Vorstandsmitglied.
Von 1871 bis 1873 arbeitete er als Kreisbaumeister in Weißenfels. 1873 verließ er vorübergehend den Staatsdienst und ging nach Berlin, wo er als selbständiger Architekt und Direktor des Aktienbauvereins Thiergarten tätig war. Von 1873 bis 1875 arbeitete er mit dem Architekten Wilhelm Böckmann zusammen. Gemeinsam veröffentlichten sie Schriften zur städtebaulichen Entwicklung Berlins. Emil Boethke war an Bauten für die Königliche Porzellan-Manufaktur Berlin beteiligt, baute 1874/1875 die Corneliusbrücke an der Hitzigstraße (heute Stülerstraße) über den Landwehrkanal (1945 gesprengt) und 1876 das Friedeberg’sche Haus Unter den Linden 40 (nicht erhalten).
Ab 1877 war er bei der Militärbauverwaltung angestellt, wurde Garnisonbaumeister und später Intendantur- und Baurat beim III. Armee-Korps. Er war u. a. 1886/1887 am Entwurf für die Spandauer Garnisonkirche beteiligt (Entwurf von August Roßteuscher). 1892 wurde ihm der Charakter als Geheimer Baurat verliehen, 1895 wurde er pensioniert.
Emil Boethke war mit einer Schwester Wilhelm Böckmanns verheiratet. Der Sohn Julius Boethke wurde ebenfalls Architekt.

## Schriften
- Über die Hafenanlage der Kgl. Porzellan-Manufaktur bei Charlottenburg. In: Deutsche Bauzeitung, 5. Jahrgang 1871, Nr. 2 (vom 12. Januar 1871), S. 12 f.
- Die Neubauten für die Königl. Porzellan-Manufaktur zu Berlin. In: Deutsche Bauzeitung, 5. Jahrgang 1871, Nr. 41 (vom 19. Oktober 1871), S. 323–326.